# Kanton Le François-1 Nord
Der Kanton Le François-1 Nord war ein Kanton im französischen Übersee-Département Martinique im Arrondissement Le Marin. Er umfasste einen Teil der Gemeinde Le François.
Vertreterin im Generalrat des Départements war seit 2001 Christiane Bauras. 